# Maestros de la costura
Maestros de la costura es un programa de televisión de costura y moda de España.
El formato es la adaptación del espacio de televisión británico The Great British Sewing Bee. Televisión Española produce el programa en colaboración con Shine Iberia, del grupo Endemol Shine Iberia.
Se estrenó en La 1 el 12 de febrero de 2018. El talent es presentado por Raquel Sánchez Silva, mientras que Lorenzo Caprile, María Escoté y Alejandro Gómez Palomo son los expertos modistas que juzgan el trabajo de los aspirantes.
Pese a anunciarse el 20 de julio de 2022 la cancelación del programa por motivos de audiencia, aún habiéndose mantenido por encima de la media de la cadena, el 1 de junio de 2023 se dio a conocer la renovación del formato por una sexta edición, la cual se emitió a partir de febrero de 2024.
El jueves 5 de septiembre de 2024 TVE confirmo que Maestros de la Costura volvería con una edición Celebrity. Esta contaría con la presencia de los jueces Maria Escoté, Alejandro Palomo y Lorenzo Caprile y de la presentadora Raquel Sánchez Silva 
El 17 de julio de 2025 TVE anunció la baja de Alejandro Palomo en el jurado después de 6 años y anunció a Luis de Javier como su sustituto.

## Formato
A lo largo del programa, doce aspirantes a modista tendrán la oportunidad de aprender con expertos, visitar los principales espacios del sector de la moda y demostrar su capacidad como costureros y artesanos. Además, se enfrentarán a todo tipo de pruebas para demostrar su técnica, su creatividad y su pasión por el oficio, dibujarán sus propios patrones o los seguirán, replicarán diseños de modistas de alta costura, realizarán encargos a medida y crearán prendas a partir de ropa usada o materiales reciclables, entre otros. De todo ello dependerá su continuidad en el programa, habiendo un expulsado por semana. Igualmente, los episodios estarán marcados también por invitados sorpresa que guiarán muchos de los desafíos que serán presentados a los participantes.
Por otro lado, el ganador del formato viajará a París para participar en la mayor exposición de materiales y servicios de la industria de la moda, la Première Vision Paris. Asimismo, tendrá la oportunidad de comenzar su carrera con una beca en una fábrica textil y ganará un premio económico que contribuirá a impulsar dicha carrera.

## Temporadas
| Temporada | Temporada | N.º de programas | Participantes | Estreno               | Final               | Ganador/a        | Audiencia media | Cuota |
| --------- | --------- | ---------------- | ------------- | --------------------- | ------------------- | ---------------- | --------------- | ----- |
|           | 1         | 10               | 12            | 12 de febrero de 2018 | 16 de abril de 2018 | Alicia Cao       | 1 886 000       | 13,7% |
|           | 2         | 10               | 12            | 16 de enero de 2019   | 20 de marzo de 2019 | Rosa León        | 1 436 000       | 11,7% |
|           | 3         | 10               | 12            | 27 de enero de 2020   | 30 de marzo de 2020 | Joshua Velázquez | 1 535 000       | 13,4% |
|           | 4         | 10               | 12            | 25 de enero de 2021   | 29 de marzo de 2021 | Ancor Montaner   | 1 334 000       | 11,3% |
|           | 5         | 10               | 13            | 22 de febrero de 2022 | 26 de abril de 2022 | Lluís Mengual    | 1 099 000       | 9,5%  |
|           | 6         | 10               | 13            | 6 de febrero de 2024  | 11 de abril de 2024 | Ana Luque        | 643 000         | 8,4%  |
|           | Total     | 60               | 74            | 2018                  | 2024                |                  | 1 322 000       | 11,3% |

## Equipo
El formato está dirigido por la presentadora y escritora Raquel Sánchez Silva y por un jurado profesional compuesto por los diseñadores y modistas españoles Lorenzo Caprile, María Escoté y Palomo Spain, a veces reforzado por los invitados del programa, que valoran las prendas que cosen los concursantes en cada prueba.
| Edición                                                     | 1    | 2    | 3    | 4    | 5    | 6    |
| Año                                                         | 2018 | 2019 | 2020 | 2021 | 2022 | 2024 |
| ----------------------------------------------------------- | ---- | ---- | ---- | ---- | ---- | ---- |
| Raquel Sánchez Silva Presentadora de televisión y escritora |      |      |      |      |      |      |
| Lorenzo Caprile Modista                                     |      |      |      |      |      |      |
| María Escoté Diseñadora de moda                             |      |      |      |      |      |      |
| Palomo Spain Diseñador de moda                              |      |      |      |      |      |      |

En la sexta temporada se contó con un cuarto juez para la valoración de la primera prueba de cada programa, siendo este a lo largo de la edición: Eugenia Silva (gala 1), Lydia Delgado (gala 2), Jorge Redondo (gala 3), Antonio Alvarado (gala 4), Garbiñe Muguruza (gala 5), Román Lata (gala 6), Juana Martín (gala 7), Iván Sánchez (gala 8), Fabio Encinar (gala 9) y Daniel Rabaneda (gala 10).

## Primera edición (2018)

### Aprendices
| Concursantes      | Residencia | Edad | Ocupación                    | Información                  |
| ----------------- | ---------- | ---- | ---------------------------- | ---------------------------- |
| Alicia Cao        | Madrid     | 23   | Modelo                       | Ganadora                     |
| Antonio Segura    | Almería    | 37   | Profesor de Dibujo           | Duelista                     |
| Luisa Reyes       | Cádiz      | 43   | Ama de casa                  | 3.ª clasificada              |
| Eduardo Navarrete | Alicante   | 23   | Estudiante de Diseño de moda | 4.º clasificado4.º expulsado |
| Mahi Masegosa     | Granada    | 27   | Empleada de gasolinera       | 9.ª expulsada                |
| Jaime Guillén     | Valencia   | 32   | Bordador                     | 8.º expulsado                |
| Fátima Pa         | La Coruña  | 49   | Ama de casa                  | 7.ª expulsada                |
| Anna Acevedo      | Córdoba    | 21   | Estudiante de Magisterio     | 6.ª expulsada                |
| Sergio Rives      | Valencia   | 31   | Dependiente                  | 5.º expulsado                |
| Vicente Rives     | Valencia   | 31   | Dependiente                  | 3.er expulsado               |
| Vanessa Silvano   | Guipúzcoa  | 37   | Profesora de Religión        | 2.ª expulsada                |
| Shaoran Meléndez  | Cádiz      | 32   | Coordinador de sastrería     | 1.er expulsado               |

### Estadísticas de la temporada 1
|         | Gala 1 | Gala 1    | Gala 2    | Gala 3    | Gala 4    | Gala 5    | Gala 6    | Gala 7    | Gala 8    | Semifinal | Final     | Final     | Final    |
| ------- | ------ | --------- | --------- | --------- | --------- | --------- | --------- | --------- | --------- | --------- | --------- | --------- | -------- |
| Alicia  | Entra  | Nominada  | Salvada   | Nominada  | Nominada  | Favorita  | Inmune    | Salvada   | Salvada   | Nominada  | Finalista | Finalista | Ganadora |
| Antonio | Entra  | Favorito* | Nominado  | Nominado  | Salvado   | Nominado  | Nominado  | Favorito* | Favorito* | Favorito* | Nominado  | Finalista | Segundo  |
| Luisa   | Entra  | Nominada  | Favorita* | Salvada   | Salvada   | Salvada   | Nominada  | Nominada  | Nominada  | Nominada  | Nominada  | Tercera   |          |
| Eduardo | Entra  | Nominado  | Salvado   | Nominado  | Expulsado | Repescado | Salvado   | Nominado  | Nominado  | Salvado   | Nominado  | Cuarto    |          |
| Mahi    | Entra  | Nominada  | Nominada  | Nominada  | Salvada   | Nominada  | Nominada  | Salvada   | Salvada   | Expulsada |           |           |          |
| Jaime   | Entra  | Nominado  | Nominado  | Salvado   | Favoritoº | Nominado  | Salvado   | Salvado   | Expulsado |           |           |           |          |
| Pa      | Entra  | Nominada  | Salvada   | Inmune    | Nominada  | Salvada   | Salvada   | Expulsada |           |           |           |           |          |
| Anna    | Entra  | Nominada  | Nominada  | Salvada   | Salvada   | Salvada   | Expulsada |           |           |           |           |           |          |
| Sergio  | Entra  | Nominado  | Salvado   | Salvado   | Salvado   | Expulsado |           |           |           |           |           |           |          |
| Vicente | Entra  | Nominado  | Nominado  | Expulsado |           |           |           |           |           |           |           |           |          |
| Vanessa | Entra  | Nominada  | Expulsada |           |           |           |           |           |           |           |           |           |          |
| Shaoran | Entra  | Expulsado |           |           |           |           |           |           |           |           |           |           |          |

(º) Concursante que tenía el mejor trabajo, pero se enfrentó a la prueba de expulsión.
(^) Concursante que tenía el mejor trabajo, pero se enfrentó a la prueba de expulsión, cuyo trabajo fue considerado el "mejor" de la prueba de expulsión.
(*) Concursante que tenía el mejor trabajo, pero se enfrentó a la prueba de expulsión, siendo "salvado" por el jurado en el "último momento".
     Concursante cuyo trabajo fue considerado el mejor de la prueba inicial.
     Concursante que tenía el mejor trabajo y consiguió el "alfiler de oro", obteniendo la inmunidad.
     Concursante salvado en la prueba por equipos y pasa al siguiente programa.
     Concursante que participó en la prueba de expulsión.
     Concursante que estuvo a punto de ser expulsado, pero fue "salvado" por el jurado en el "último momento".
     Concursante cuyo trabajo fue considerado el "mejor" de la prueba de expulsión.
     Concursante eliminado.
     Abandono voluntario.
     Concursante repescado.
     Cuarto clasificado.
     Tercer clasificado.
     Subcampeón.
     Ganador.

### Episodios y audiencias
| Fecha      | Características del programa                                            | Audiencia         |
| ---------- | ----------------------------------------------------------------------- | ----------------- |
| 12/02/2018 | Gala 1 / Expulsión de Shaoran                                           | 2 350 000 (17,0%) |
| 19/02/2018 | Gala 2 / Expulsión de Vanessa                                           | 2 067 000 (14,3%) |
| 26/02/2018 | Gala 3 / Expulsión de Vicente                                           | 1 770 000 (13,8%) |
| 05/03/2018 | Gala 4 / Expulsión de Eduardo                                           | 1 627 000 (11,5%) |
| 12/03/2018 | Gala 5 / Repesca de Eduardo / Expulsión de Sergio                       | 1 766 000 (12,8%) |
| 19/03/2018 | Gala 6 / Expulsión de Anna                                              | 1 946 000 (13,5%) |
| 26/03/2018 | Gala 7 / Expulsión de Pa                                                | 1 679 000 (12,4%) |
| 02/04/2018 | Gala 8 / Expulsión de Jaime                                             | 1 796 000 (12,5%) |
| 09/04/2018 | Gala 9 / Expulsión de Mahi                                              | 1 716 000 (12,9%) |
| 16/04/2018 | Gala 10 / Ganadora: Alicia Cao 2.º: Antonio / 3.ª: Luisa / 4.º: Eduardo | 2 150 000 (16,6%) |

     Líder en su franja horaria.

## Segunda edición (2019)

### Aprendices
| Concursantes          | Residencia | Edad | Ocupación                   | Información                |
| --------------------- | ---------- | ---- | --------------------------- | -------------------------- |
| Rosa León             | Sevilla    | 51   | Decoradora                  | Ganadora                   |
| Isabel Gomila         | Barcelona  | 43   | Empresaria                  | Duelista                   |
| Amparo Amparito Ordaz | Valencia   | 29   | Propietaria de boutique     | 3.ª clasificada            |
| Toni Moreno           | Barcelona  | 42   | Fisioterapeuta              | 4.º clasificado            |
| Lara Sajen            | Madrid     | 41   | Cantante                    | 9.ª expulsada              |
| Sergio Calvo          | Zaragoza   | 44   | Carretillero                | 8.º expulsado              |
| Saray Asuero          | Huelva     | 28   | Dependienta                 | 7.ª expulsada3.ª expulsada |
| Alejandro San Martín  | Málaga     | 38   | Actor y comercial           | 6.º expulsado              |
| Anastasia Nash        | Valencia   | 30   | Influyente                  | 5.ª expulsada              |
| Pedro Ramos           | Huelva     | 20   | Estudiante de Fotografía    | 4.º expulsado              |
| Lucas                 | Valencia   | 20   | Estudiante de conservatorio | 2.º expulsado              |
| Alba Gador            | Almería    | 29   | Empresaria                  | 1.ª expulsada              |

### Estadísticas semanales
|           | Gala 1 | Gala 1    | Gala 2    | Gala 3    | Gala 4    | Gala 5    | Gala 6   | Gala 7    | Gala 7    | Gala 8    | Semifinal | Final     | Final     | Final    |
| --------- | ------ | --------- | --------- | --------- | --------- | --------- | -------- | --------- | --------- | --------- | --------- | --------- | --------- | -------- |
| Rosa      | Entra  | Nominada  | Favoritaº | Nominada  | Favorita  | Nominada  | Nominada | Salvada   | Nominada  | Favorita  | Nominada  | Finalista | Finalista | Ganadora |
| Isabel    | Entra  | Favorita* | Salvada   | Favoritaº | Salvada   | Salvada   | Salvada  | Salvada   | Salvada   | Nominada  | Salvada   | Nominada  | Finalista | Segunda  |
| Amparito  | Entra  | Salvada   | Salvada   | Salvada   | Salvada   | Favorita  | Salvada  | Salvada   | Salvada   | Salvada   | Nominada  | Nominada  | Tercera   |          |
| Toni      | Entra  | Salvado   | Salvado   | Salvado   | Salvado   | Salvado   | Salvado  | Salvado   | Salvado   | Salvado   | Favorito  | Nominado  | Cuarto    |          |
| Lara      | Entra  | Nominada  | Salvada   | Nominada  | Nominada  | Salvada   | Inmune^  | Nominada  | Nominada  | Nominada  | Expulsada |           |           |          |
| Sergio    | Entra  | Salvado   | Nominado  | Salvado   | Nominado  | Nominado  | Salvado  | Salvado   | Nominado  | Expulsado |           |           |           |          |
| Saray     | Entra  | Salvada   | Nominada  | Expulsada |           | Regresa   | Nominada | Favorita  | Expulsada |           |           |           |           |          |
| Alejandro | Entra  | Salvado   | Salvado   | Salvado   | Nominado  | Nominado  | Nominado | Expulsado |           |           |           |           |           |          |
| Anastasia | Entra  | Nominada  | Nominada  | Salvada   | Salvada   | Expulsada |          |           |           |           |           |           |           |          |
| Pedro     | Entra  | Salvado   | Salvado   | Nominado  | Expulsado |           |          |           |           |           |           |           |           |          |
| Lucas     | Entra  | Nominado  | Expulsado |           |           |           |          |           |           |           |           |           |           |          |
| Alba      | Entra  | Expulsada |           |           |           |           |          |           |           |           |           |           |           |          |

(º) Concursante que tenía el mejor trabajo, pero se enfrentó a la prueba de expulsión.
(^) Concursante que tenía el mejor trabajo, pero se enfrentó a la prueba de expulsión, cuyo trabajo fue considerado el "mejor" de la prueba de expulsión.
(*) Concursante que tenía el mejor trabajo, pero se enfrentó a la prueba de expulsión, siendo "salvado" por el jurado en el "último momento".
     Concursante cuyo trabajo fue considerado el mejor de la prueba inicial.
     Concursante que tenía el mejor trabajo y consiguió el "mandil dorado", obteniendo la inmunidad.
     Concursante salvado en la prueba por equipos y pasa al siguiente programa.
     Concursante que participó en la prueba de expulsión.
     Concursante que estuvo a punto de ser expulsado, pero fue "salvado" por el jurado en el "último momento".
     Concursante cuyo trabajo fue considerado el "mejor" de la prueba de expulsión.
     Concursante eliminado.
     Abandono voluntario.
     Concursante repescado.
     Cuarto clasificado.
     Tercer clasificado.
     Subcampeón.
     Ganador.

### Episodios y audiencias
| Fecha      | Características del programa                                        | Audiencia         |
| ---------- | ------------------------------------------------------------------- | ----------------- |
| 16/01/2019 | Gala 1 / Expulsión de Alba                                          | 1 416 000 (12,0%) |
| 27/01/2019 | Gala 2 / Expulsión de Lucas                                         | 1 560 000 (10,5%) |
| 03/02/2019 | Gala 3 / Expulsión de Saray                                         | 1 701 000 (10,9%) |
| 06/02/2019 | Gala 4 / Expulsión de Pedro                                         | 1 464 000 (12,5%) |
| 13/02/2019 | Gala 5 / Repesca de Saray / Expulsión de Anastasia                  | 1 230 000 (10,1%) |
| 20/02/2019 | Gala 6 / Sin expulsión                                              | 1 415 000 (12,5%) |
| 27/02/2019 | Gala 7 / Expulsión de Alejandro y Saray                             | 1 513 000 (13,0%) |
| 06/03/2019 | Gala 8 / Expulsión de Sergio                                        | 1 294 000 (11,2%) |
| 13/03/2019 | Gala 9 / Expulsión de Lara                                          | 1 457 000 (12,7%) |
| 20/03/2019 | Gala 10 / Ganadora: Rosa León 2.ª: Isabel / 3.ª: Amparo / 4.º: Toni | 1 310 000 (11,5%) |

     Líder en su franja horaria.

## Tercera edición (2020)

### Aprendices
| Concursantes                    | Residencia | Edad | Ocupación                    | Información                  |
| ------------------------------- | ---------- | ---- | ---------------------------- | ---------------------------- |
| Joshua Velázquez                | Las Palmas | 28   | Opositor a Guardia Civil     | Ganador                      |
| Begoña Voces                    | Zamora     | 49   | Cocinera                     | Duelista                     |
| Margarita Fernández-Ballesteros | Sevilla    | 51   | Deportista de élite          | 3.ª clasificada4.ª expulsada |
| David Aguilera                  | Palma      | 22   | Dependiente                  | 4.º clasificado              |
| Andrea de las Heras La Brava    | Cádiz      | 31   | Estudiante de Diseño de moda | 9.ª expulsada                |
| Borja Hernández                 | Bilbao     | 25   | Estudiante de Moda           | 8.º expulsado                |
| Xiaona Dai                      | Madrid     | 28   | Estudiante de postgrado      | 7.ª expulsada                |
| Laura Abad                      | Madrid     | 38   | Peluquera                    | 6.ª expulsada                |
| Fran Serrano                    | Málaga     | 30   | Peluquero                    | 5.º expulsado                |
| Arantxa Salmerón                | Barcelona  | 19   | Exbailarina                  | 3.ª expulsada                |
| Marc Vidal                      | Barcelona  | 32   | Patronista                   | 2.º expulsado                |
| Helen Palacios                  | Valencia   | 38   | Empresaria                   | 1.ª expulsada                |

### Estadísticas semanales
|           | Gala 1 | Gala 1    | Gala 2    | Gala 3    | Gala 4    | Gala 5    | Gala 6    | Gala 7    | Gala 8    | Semifinal | Final     | Final     | Final   |
| --------- | ------ | --------- | --------- | --------- | --------- | --------- | --------- | --------- | --------- | --------- | --------- | --------- | ------- |
| Joshua    | Entra  | Favorito  | Nominado  | Nominado  | Salvado   | Favorito  | Inmune    | Nominado  | Nominado  | Salvado   | Finalista | Finalista | Ganador |
| Begoña    | Entra  | Nominada  | Favorita  | Salvada   | Favorita° | Salvada   | Nominada  | Nominada  | Favorita° | Favorita  | Nominada  | Finalista | Segunda |
| Margarita | Entra  | Nominada  | Salvada   | Favorita  | Expulsada | Repescada | Nominada  | Favorita  | Nominada  | Nominada  | Nominada  | Tercera   |         |
| David     | Entra  | Nominado  | Nominado  | Nominado  | Nominado  | Salvado   | Salvado   | Salvado   | Nominado  | Nominado  | Nominado  | Cuarto    |         |
| La Brava  | Entra  | Salvada   | Nominada  | Nominada  | Salvada   | Salvada   | Salvada   | Salvada   | Salvada   | Expulsada |           |           |         |
| Borja     | Entra  | Nominado  | Salvado   | Nominado  | Nominado  | Nominado  | Nominado  | Salvado   | Expulsado |           |           |           |         |
| Xiaona    | Entra  | Nominada  | Salvada   | Salvada   | Salvada   | Nominada  | Salvada   | Expulsada |           |           |           |           |         |
| Laura     | Entra  | Nominada  | Nominada  | Nominada  | Nominada  | Nominada  | Expulsada |           |           |           |           |           |         |
| Fran      | Entra  | Nominado  | Salvado   | Salvado   | Nominado  | Expulsado |           |           |           |           |           |           |         |
| Arantxa   | Entra  | Nominada  | Salvada   | Expulsada |           |           |           |           |           |           |           |           |         |
| Marc      | Entra  | Nominado  | Expulsado |           |           |           |           |           |           |           |           |           |         |
| Helen     | Entra  | Expulsada |           |           |           |           |           |           |           |           |           |           |         |

(º) Concursante que tenía el mejor trabajo, pero se enfrentó a la prueba de expulsión.
(^) Concursante que tenía el mejor trabajo, pero se enfrentó a la prueba de expulsión, cuyo trabajo fue considerado el "mejor" de la prueba de expulsión.
(*) Concursante que tenía el mejor trabajo, pero se enfrentó a la prueba de expulsión, siendo "salvado" por el jurado en el "último momento".
     Concursante cuyo trabajo fue considerado el mejor de la prueba inicial.
     Concursante que tenía el mejor trabajo y consiguió el "mandil dorado", obteniendo la inmunidad.
     Concursante salvado en la prueba por equipos y pasa al siguiente programa.
     Concursante que participó en la prueba de expulsión.
     Concursante que estuvo a punto de ser expulsado, pero fue "salvado" por el jurado en el "último momento".
     Concursante cuyo trabajo fue considerado el "mejor" de la prueba de expulsión.
     Concursante eliminado.
     Abandono voluntario.
     Concursante repescado.
     Cuarto clasificado.
     Tercer clasificado.
     Subcampeón.
     Ganador.

### Episodios y audiencias
| Fecha      | Características del programa                                                  | Audiencia         |
| ---------- | ----------------------------------------------------------------------------- | ----------------- |
| 27/01/2020 | Gala 1 / Expulsión de Helen                                                   | 1 444 000 (13,4%) |
| 03/02/2020 | Gala 2 / Expulsión de Marc                                                    | 1 248 000 (11,7%) |
| 10/02/2020 | Gala 3 / Expulsión de Arantxa                                                 | 1 403 000 (13,5%) |
| 17/02/2020 | Gala 4 / Expulsión de Margarita                                               | 1 367 000 (13,1%) |
| 24/02/2020 | Gala 5 / Repesca de Margarita / Expulsión de Fran                             | 1 430 000 (13,9%) |
| 02/03/2020 | Gala 6 / Expulsión de Laura                                                   | 1 293 000 (11,6%) |
| 09/03/2020 | Gala 7 / Expulsión de Xiaona                                                  | 1 404 000 (13,2%) |
| 16/03/2020 | Gala 8 / Expulsión de Borja                                                   | 1 655 000 (13,0%) |
| 23/03/2020 | Gala 9 / Expulsión de Andrea 'La Brava'                                       | 1 794 000 (13,2%) |
| 30/03/2020 | Gala 10 / Ganador: Joshua Velázquez 2.ª: Begoña / 3.ª: Margarita / 4.º: David | 2 312 000 (16,9%) |

     Líder en su franja horaria.

## Cuarta edición (2021)

### Aprendices
| Concursantes       | Residencia | Edad | Ocupación                    | Información          |
| ------------------ | ---------- | ---- | ---------------------------- | -------------------- |
| Ancor Montaner     | Valencia   | 28   | Profesor de Bellas Artes     | Ganador5.º expulsado |
| Lluís Mengual      | Barcelona  | 26   | Ayudante de atelier          | Duelista             |
| Yelimar Moreno     | Barcelona  | 31   | Publicista                   | 3.ª clasificada      |
| Gabriel Cortés     | Alicante   | 33   | Psicólogo                    | 4.º clasificado      |
| Laura Manzano      | Madrid     | 36   | Administrativa y camarera    | 9.ª expulsada        |
| Emilia Mily Moreno | Alicante   | 53   | Empresaria                   | 8.ª expulsada        |
| Javier Cortés      | Valencia   | 48   | Directivo del Levante U. D.  | 7.º expulsado        |
| Fermín Díaz        | Huelva     | 36   | Estilista                    | 6.º expulsado        |
| Nani Pedrezuela    | Sevilla    | 41   | Cabo del Ejército del Aire   | 4.ª expulsada        |
| Ana González       | Sevilla    | 31   | Higienista dental            | 3.ª expulsada        |
| Álvaro Guerrero    | Madrid     | 32   | Boxeador                     | 2.º expulsado        |
| Elena Cerisuelo    | Valencia   | 25   | Profesora de Baile y azafata | 1.ª expulsada        |

### Estadísticas semanales
|         | Gala 1 | Gala 1    | Gala 2    | Gala 3     | Gala 4    | Gala 4    | Gala 5    | Gala 6    | Gala 7   | Gala 8    | Semifinal | Final     | Final     | Final   |
| ------- | ------ | --------- | --------- | ---------- | --------- | --------- | --------- | --------- | -------- | --------- | --------- | --------- | --------- | ------- |
| Ancor   | Entra  | Favorito^ | Nominado  | Salvado    | Salvado   | Expulsado | Repescado | Salvado   | Favorito | Salvado   | Salvado   | Finalista | Finalista | Ganador |
| Lluís   | Entra  | Nominado  | Nominado  | Nominado   | Salvado   | Salvado   | Favorito  | Nominado  | Salvado  | Favorito° | Nominado  | Nominado  | Finalista | Segundo |
| Yelimar | Entra  | Nominada  | Nominada  | Nominada   | Salvada   | Nominada  | Nominada  | Salvada   | Salvada  | Salvada   | Favorita° | Nominada  | Tercera   |         |
| Gabriel | Entra  | Nominado  | Nominado  | Nominado   | Salvado   | Salvado   | Nominado  | Salvado   | Salvado  | Nominado  | Nominado  | Nominado  | Cuarto    |         |
| Laura   | Entra  | Nominada  | Nominada  | Salvada    | Nominada  | Salvada   | Salvada   | Nominada  | Salvada  | Salvada   | Expulsada |           |           |         |
| Mily    | Entra  | Nominada  | Nominada  | Salvada    | Salvada   | Salvada   | Nominada  | Inmune°   | Salvada  | Expulsada |           |           |           |         |
| Javier  | Entra  | Salvado   | Nominado  | Nominado   | Favorito  | Nominado  | Salvado   | Expulsado |          |           |           |           |           |         |
| Fermín  | Entra  | Nominado  | Salvado   | Salvado    | Salvado   | Salvado   | Expulsado |           |          |           |           |           |           |         |
| Nani    | Entra  | Nominada  | Favorita° | Salvada    | Expulsada |           |           |           |          |           |           |           |           |         |
| Ana     | Entra  | Nominada  | Nominada  | Expulsada° |           |           |           |           |          |           |           |           |           |         |
| Álvaro  | Entra  | Nominado  | Expulsado |            |           |           |           |           |          |           |           |           |           |         |
| Elena   | Entra  | Expulsada |           |            |           |           |           |           |          |           |           |           |           |         |

(°) Concursante que tenía el mejor trabajo, pero se enfrentó a la prueba de expulsión.
(^) Concursante que tenía el mejor trabajo, pero se enfrentó a la prueba de expulsión, cuyo trabajo fue considerado el "mejor" de la prueba de expulsión.
(*) Concursante que tenía el mejor trabajo, pero se enfrentó a la prueba de expulsión, siendo "salvado" por el jurado en el "último momento".
     Concursante cuyo trabajo fue considerado el mejor de la prueba inicial.
     Concursante que tenía el mejor trabajo y consiguió el "mandil dorado", obteniendo la inmunidad.
     Concursante salvado en la prueba por equipos y pasa al siguiente programa.
     Concursante que participó en la prueba de expulsión.
     Concursante que estuvo a punto de ser expulsado, pero fue "salvado" por el jurado en el "último momento".
     Concursante cuyo trabajo fue considerado el "mejor" de la prueba de expulsión.
     Concursante eliminado.
     Abandono voluntario.
     Concursante repescado.
     Cuarto clasificado.
     Tercer clasificado.
     Subcampeón.
     Ganador.

### Episodios y audiencias
| Fecha      | Características del programa                                               | Audiencia         |
| ---------- | -------------------------------------------------------------------------- | ----------------- |
| 25/01/2021 | Gala 1 / Expulsión de Elena                                                | 1 150 000 (9,9%)  |
| 01/02/2021 | Gala 2 / Expulsión de Álvaro                                               | 1 277 000 (10,1%) |
| 08/02/2021 | Gala 3 / Expulsión de Ana                                                  | 1 323 000 (10,7%) |
| 15/02/2021 | Gala 4 / Expulsión de Nani y Ancor                                         | 1 389 000 (11,1%) |
| 22/02/2021 | Gala 5 / Repesca de Ancor / Expulsión de Fermín                            | 1 385 000 (11,7%) |
| 01/03/2021 | Gala 6 / Expulsión de Javier                                               | 1 284 000 (10,7%) |
| 08/03/2021 | Gala 7 / Sin expulsión                                                     | 1 362 000 (11,5%) |
| 15/03/2021 | Gala 8 / Expulsión de Mily                                                 | 1 200 000 (10,8%) |
| 22/03/2021 | Gala 9 / Expulsión de Laura                                                | 1 335 000 (12,1%) |
| 29/03/2021 | Gala 10 / Ganador: Ancor Montaner 2.º: Lluís / 3.ª: Yelimar / 4.º: Gabriel | 1 635 000 (14,7%) |

### 10 vestidos
Acompañando a la emisión de cada gala, la web de RTVE estrenó 10 vestidos, un programa en el que Raquel Sánchez Silva mantiene una serie de encuentros con algunos de los diseñadores y modistas más importantes del mundo de la moda.
| 1  | 26/01/2021 | Marta Rota                                                     |
| 2  | 02/02/2021 | Juan Duyos                                                     |
| 3  | 09/02/2021 | Nuria Sardá y Helen Lindes                                     |
| 4  | 16/02/2021 | Ana Locking                                                    |
| 5  | 23/02/2021 | Sandy Powell                                                   |
| 6  | 02/03/2021 | Dominnico                                                      |
| 7  | 09/03/2021 | Leandro Cano                                                   |
| 8  | 16/03/2021 | Isabel Sanchís                                                 |
| 9  | 23/03/2021 | Marcos Luengo                                                  |
| 10 | 30/03/2021 | Jorge Vázquez (director creativo de Pertegaz) y Ancor Montaner |

## Quinta edición (2022)

### Aprendices
| Concursantes                    | Residencia | Edad | Ocupación                        | Información              |
| ------------------------------- | ---------- | ---- | -------------------------------- | ------------------------ |
| Lluís Mengual                   | Barcelona  | 27   | Ayudante de atelier              | Ganador                  |
| Borja Hernández                 | Bilbao     | 27   | Estudiante de Moda,              | 5.º expulsado / Duelista |
| Pablo Bosch                     | Valencia   | 23   |                                  | 3.er clasificado         |
| Lili                            | Madrid     | 31   | Dependiente y ayudante de taller | 4.ª clasificada          |
| Eduardo Navarrete               | Alicante   | 27   | Diseñador                        | Abandono voluntario      |
| Caterina Pascual                | Mallorca   | 26   | Diseñadora                       | 8.ª expulsada            |
| Isabel Gomila                   | Barcelona  | 46   | Empresaria                       | 7.ª expulsada            |
| Judith Díaz                     | Barcelona  | 28   | Operaria textil                  | Reserva / 6.ª expulsada  |
| Jesús Ruiz                      | Córdoba    | 32   | Profesor de secundaria           | 4.º expulsado            |
| Anthony Azevedo                 | Madrid     | 28   | Diseñador                        | 3.er expulsado           |
| MJ Quintana                     | Albacete   | 25   | Diseñadora                       | Abandono voluntario      |
| Margarita Fernández-Ballesteros | Sevilla    | 53   | Deportista de élite, MDLC3       | 2.ª expulsada            |
| Laura Manzano                   | Madrid     | 38   | Administrativa y camarera, MDLC4 | 1.ª expulsada            |

### Estadísticas semanales
|           | Gala 1 | Gala 1    | Gala 2    | Gala 3    | Gala 4    | Gala 5    | Gala 6    | Gala 7    | Gala 8    | Semifinal | Final     | Final     | Final   |
| --------- | ------ | --------- | --------- | --------- | --------- | --------- | --------- | --------- | --------- | --------- | --------- | --------- | ------- |
| Lluís     | Entra  | Nominado  | Nominado  | Salvado   | Salvado   | Nominado  | Inmune    | Salvado   | Nominado  | Salvado   | Nominado  | Finalista | Ganador |
| Borja     | Entra  | Nominado  | Favorito  | Salvado   | Nominado  | Expulsado | Repescado | Nominado  | Nominado  | Nominado  | Finalista | Finalista | Segundo |
| Pablo     | Entra  | Nominado  | Nominado  | Salvado   | Favorito^ | Salvado   | Salvado   | Salvado   | Salvado   | Favorito* | Nominado  | Tercero   |         |
| Lili      | Entra  | Nominada  | Salvada   | Nominada  | Nominada  | Nominada  | Nominada  | Favorita  | Salvada   | Salvada   | Nominada  | Cuarta    |         |
| Eduardo   | Entra  | Nominado  | Salvado   | Nominado  | Nominado  | Favorito* | Nominado  | Nominado  | Salvado   | Abandono  |           |           |         |
| Caterina  | Entra  | Nominada  | Nominada  | Salvada   | Salvada   | Nominada  | Nominada  | Salvada   | Expulsada |           |           |           |         |
| Isabel    | Entra  | Favorita° | Nominada  | Favorita° | Nominada  | Salvada   | Salvada   | Expulsada |           |           |           |           |         |
| Judith    |        |           |           | Entra     | Nominada  | Salvada   | Expulsada |           |           |           |           |           |         |
| Jesús     | Entra  | Nominado  | Salvado   | Salvado   | Expulsado |           |           |           |           |           |           |           |         |
| Anthony   | Entra  | Nominado  | Salvado   | Expulsado |           |           |           |           |           |           |           |           |         |
| MJ        | Entra  | Nominada  | Nominada  | Abandono  |           |           |           |           |           |           |           |           |         |
| Margarita | Entra  | Nominada  | Expulsada |           |           |           |           |           |           |           |           |           |         |
| Laura     | Entra  | Expulsada |           |           |           |           |           |           |           |           |           |           |         |

(°) Concursante que tenía el mejor trabajo, pero se enfrentó a la prueba de expulsión.
(^) Concursante que tenía el mejor trabajo, pero se enfrentó a la prueba de expulsión, cuyo trabajo fue considerado el "mejor" de la prueba de expulsión.
(*) Concursante que tenía el mejor trabajo, pero se enfrentó a la prueba de expulsión, siendo "salvado" por el jurado en el "último momento".
     Concursante cuyo trabajo fue considerado el mejor de la prueba inicial.
     Concursante que tenía el mejor trabajo y consiguió el "mandil dorado", obteniendo la inmunidad.
     Concursante salvado en la prueba por equipos y que pasa al siguiente programa.
     Concursante que participó en la prueba de expulsión.
     Concursante que estuvo a punto de ser expulsado, pero fue "salvado" por el jurado en el "último momento".
     Concursante cuyo trabajo fue considerado el "mejor" de la prueba de expulsión.
     Concursante eliminado.
     Abandono voluntario.
     Concursante repescado.
     Cuarto clasificado.
     Tercer clasificado.
     Subcampeón.
     Ganador.

### Episodios y audiencias
| Fecha      | Características del programa                                         | Audiencia         |
| ---------- | -------------------------------------------------------------------- | ----------------- |
| 22/02/2022 | Gala 1 / Expulsión de Laura                                          | 977 000 (8,4%)    |
| 01/03/2022 | Gala 2 / Expulsión de Margarita                                      | 1 029 000 (9,5%)  |
| 08/03/2022 | Gala 3 / Abandono de MJ / Entrada de Judith / Expulsión de Anthony   | 1 126 000 (9,0%)  |
| 15/03/2022 | Gala 4 / Expulsión de Jesús                                          | 1 113 000 (9,1%)  |
| 22/03/2022 | Gala 5 / Expulsión de Borja                                          | 1 108 000 (9,0%)  |
| 29/03/2022 | Gala 6 / Repesca de Borja / Expulsión de Judith                      | 1 091 000 (10,5%) |
| 05/04/2022 | Gala 7 / Expulsión de Isabel                                         | 1 128 000 (9,2%)  |
| 12/04/2022 | Gala 8 / Expulsión de Caterina                                       | 1 046 000 (9,0%)  |
| 19/04/2022 | Gala 9 / Abandono de Eduardo                                         | 1 172 000 (10,0%) |
| 26/04/2022 | Gala 10 / Ganador: Lluís Mengual 2.º: Borja / 3.ª: Pablo / 4.º: Lili | 1 200 000 (10,9%) |

## Sexta edición (2024)

### Aprendices
| Concursantes         | Residencia | Edad    | Ocupación                    | Información                |
| -------------------- | ---------- | ------- | ---------------------------- | -------------------------- |
| Ana Luque            | Barcelona  | 22 años | Ingeniera industrial         | GanadoraReserva            |
| Ángel Corrales       | Sevilla    | 33 años | Supervisor de taller         | Duelista                   |
| Erik Rufete          | Barcelona  | 23 años | Estudiante                   | 3.er clasificado           |
| Almudena Catalán     | Valencia   | 41 años | Ejecutiva de moda            | 4.ª clasificada            |
| Ángela Yichan Molina | Granada    | 22 años | Modelo                       | 9.ª expulsada5.ª expulsada |
| Cristian Padilla     | Málaga     | 22 años | Diseñador                    | Abandono voluntario        |
| Mima El Otmani       | Valencia   | 23 años | Estudiante                   | 8.ª expulsada              |
| Soraya Díez          | Soria      | 54 años | Empresaria                   | 7.ª expulsada              |
| Mario González       | Pontevedra | 33 años | Nutricionista                | 6.º expulsado              |
| Iker Noca            | Guipúzcoa  | 38 años | Escenógrafo                  | 4.º expulsado              |
| Julia Contreras      | Sevilla    | 42 años | Youtuber                     | 3.ª expulsada              |
| Carlota Iris         | Zaragoza   | 34 años | Coordinadora de exposiciones | 2.ª expulsada              |
| Noe Gutiérrez        | Cádiz      | 29 años | Profesora de Infantil        | 1.ª expulsada              |

### Estadísticas semanales
|          | Gala 1 | Gala 1    | Gala 2    | Gala 3    | Gala 4    | Gala 4    | Gala 5    | Gala 6    | Gala 7    | Gala 8   | Semifinal | Final     | Final     | Final    |  |
| -------- | ------ | --------- | --------- | --------- | --------- | --------- | --------- | --------- | --------- | -------- | --------- | --------- | --------- | -------- |  |
| Ana      | Entra  | Nominada  | Nominada  | Nominada  | Salvada   | Salvada   | Favorita  | Nominada  | Favorita  | Salvada  | Salvada   | Finalista | Finalista | Ganadora |  |
| Ángel    | Entra  | Favorito  | Salvado   | Nominado  | Salvado   | Salvado   | Salvado   | Inmune°   | Salvado   | Favorito | Favorito  | Nominado  | Finalista | Segundo  |  |
| Erik     | Entra  | Salvado   | Salvado   | Salvado   | Salvado   | Salvado   | Nominado  | Salvado   | Salvado   | Salvado  | Nominado  | Nominada  | Tercero   |          |  |
| Almudena | Entra  | Salvada   | Nominada  | Salvada   | Salvada   | Nominada  | Nominada  | Salvada   | Nominada  | Nominada | Nominada  | Nominada  | Cuarta    |          |  |
| Yichan   | Entra  | Nominada  | Salvada   | Nominada  | Salvada   | Expulsada | Repescada | Salvada   | Salvada   | Nominada | Expulsada |           |           |          |  |
| Cristian | Entra  | Salvado   | Nominado  | Favorito  | Salvado   | Salvado   | Nominado  | Nominado  | Nominado  | Abandono |           |           |           |          |  |
| Mima     | Entra  | Nominada  | Nominada  | Salvada   | Salvada   | Salvada   | Salvada   | Salvada   | Expulsada |          |           |           |           |          |  |
| Soraya   | Entra  | Nominada  | Favorita  | Nominada  | Favorita  | Nominada  | Salvada   | Expulsada |           |          |           |           |           |          |  |
| Mario    | Entra  | Salvado   | Nominado  | Salvado   | Nominado  | Salvado   | Expulsado |           |           |          |           |           |           |          |  |
| Íker     | Entra  | Salvado   | Salvado   | Nominado  | Expulsado |           |           |           |           |          |           |           |           |          |  |
| Julia    | Entra  | Salvada   | Salvada   | Expulsada |           |           |           |           |           |          |           |           |           |          |  |
| Carlota  | Entra  | Nominada  | Expulsada |           |           |           |           |           |           |          |           |           |           |          |  |
| Noe      | Entra  | Expulsada |           |           |           |           |           |           |           |          |           |           |           |          |  |

(°) Concursante que tenía el mejor trabajo, pero se enfrentó a la prueba de expulsión.
(^) Concursante que tenía el mejor trabajo, pero se enfrentó a la prueba de expulsión, cuyo trabajo fue considerado el "mejor" de la prueba de expulsión.
(*) Concursante que tenía el mejor trabajo, pero se enfrentó a la prueba de expulsión, siendo "salvado" por el jurado en el "último momento".
     Concursante cuyo trabajo fue considerado el mejor de la prueba inicial.
     Concursante que tenía el mejor trabajo y consiguió el "mandil dorado", obteniendo la inmunidad.
     Concursante salvado en la prueba por equipos y que pasa al siguiente programa.
     Concursante que participó en la prueba de expulsión.
     Concursante que estuvo a punto de ser expulsado, pero fue "salvado" por el jurado en el "último momento".
     Concursante cuyo trabajo fue considerado el "mejor" de la prueba de expulsión.
     Concursante eliminado.
     Abandono voluntario.
     Concursante repescado.
     Cuarto clasificado.
     Tercer clasificado.
     Subcampeón.
     Ganador.

### Episodios y audiencias
| Fecha      | Características del programa                                         | Audiencia       |
| ---------- | -------------------------------------------------------------------- | --------------- |
| 06/02/2024 | Gala 1 / Entrada de Ana / Expulsión de Noe                           | 765 000 (10,0%) |
| 13/02/2024 | Gala 2 / Expulsión de Carlota                                        | 672 000 (8,6%)  |
| 20/02/2024 | Gala 3 / Expulsión de Julia                                          | 727 000 (10,1%) |
| 05/03/2024 | Gala 4 / Expulsión de Iker y Yichan                                  | 660 000 (8,5%)  |
| 07/03/2024 | Gala 5 / Repesca de Yichan / Expulsión de Mario                      | 509 000 (6,8%)  |
| 14/03/2024 | Gala 6 / Expulsión de Soraya                                         | 542 000 (7,2%)  |
| 21/03/2024 | Gala 7 / Expulsión de Mima                                           | 602 000 (7,9%)  |
| 28/03/2024 | Gala 8 / Abandono de Cristian                                        | 596 000 (7,4%)  |
| 04/04/2024 | Gala 9 / Expulsión de Yichan                                         | 650 000 (7,9%)  |
| 11/04/2024 | Gala 10 / Ganadora: Ana Luque 2.º: Ángel / 3.º: Erik / 4.ª: Almudena | 704 000 (9,5%)  |

## Palmarés deMaestros de la costura
| Edición    | Fecha | Ganador          | Subcampeón      | Tercero                         | Cuarto            |
| ---------- | ----- | ---------------- | --------------- | ------------------------------- | ----------------- |
| [ MDLC 1 ] | 2018  | Alicia Cao       | Antonio Segura  | Luisa Reyes                     | Eduardo Navarrete |
| [ MDLC 2 ] | 2019  | Rosa León        | Isabel Gomila   | Amparo Ordaz                    | Toni Moreno       |
| [ MDLC 3 ] | 2020  | Joshua Velázquez | Begoña Voces    | Margarita Fernández-Ballesteros | David Aguilera    |
| [ MDLC 4 ] | 2021  | Ancor Montaner   | Lluís Mengual   | Yelimar Moreno                  | Gabriel Cortés    |
| [ MDLC 5 ] | 2022  | Lluís Mengual    | Borja Hernández | Pablo Bosch                     | Lili Alayo        |
| [ MDLC 6 ] | 2024  | Ana Luque        | Ángel Corrales  | Erik Rufete                     | Almudena Catalán  |

## Audiencias

### Maestros de la costura: Ediciones
| Edición                                 | Fecha | Cadena    | Espectadores | Cuota de pantalla | Gran final        |
| --------------------------------------- | ----- | --------- | ------------ | ----------------- | ----------------- |
| Maestros de la costura: Primera edición | 2018  |           | 1 886 000    | 13,7%             | 2 150 000 (16,6%) |
| Maestros de la costura: Segunda edición | 2019  | 1 436 000 | 11,7%        | 1 310 000 (11,5%) |                   |
| Maestros de la costura: Tercera edición | 2020  | 1 535 000 | 13,4%        | 2 312 000 (16,9%) |                   |
| Maestros de la costura: Cuarta edición  | 2021  | 1 334 000 | 11,3%        | 1 635 000 (14,7%) |                   |
| Maestros de la costura: Quinta edición  | 2022  | 1 099 000 | 9,5%         | 1 200 000 (10,9%) |                   |
| Maestros de la costura: Sexta edición   | 2024  | 643 000   | 8,4%         | 704 000 (9,5%)    |                   |

## Participantes deMDLCen otros programas
- Supervivientes
  - Mahi Masegosa - Supervivientes 2019 - 11.ª expulsada
  - Lara Sajen - Supervivientes 2021 - 10.ª expulsada
  - Joshua Velázquez - Supervivientes 2025
- La Casa Fuerte
  - Mahi Masegosa - La Casa Fuerte 2 - Ganadora
- MasterChef Celebrity España
  - Eduardo Navarrete - MasterChef Celebrity 6 - 9.º expulsado
- El Desafío
  - Eduardo Navarrete - El Desafío 6
- En busca del Nirvana
  - Mahi Masegosa - Primera edición - 3.ª expulsada